# Viola Klein
Viola Klein (1908-1973) fue una socióloga que trabajó en Gran Bretaña. Su trabajo demostró que las ideas objetivas acerca de la mujer son atributos construidos socialmente. Aunque su formación inicial fue en psicología y filosofía, su más prolífica investigación trata de los roles sociales de la mujer y cómo estos cambiado después de la Revolución Industrial. Fue una de las primeras en aportar evidencias cuantitativas en este contexto socioeconómico. Su investigación no solo ilumina el cambio de roles de la mujer en la sociedad, sino que también escribió y dio una conferencia sobre los cambios sociales y políticos concretos que ayudan a facilitar estos nuevos roles.

## Vida
Viola Klein nació en Viena en 1908 en una familia judía. Como joven estudiante, se trasladó a Praga con su familia debido a circunstancias políticas después de estudiar un año en la Universidad de la Sorbona en París y un breve período en la Universidad de Viena. Continuó sus estudios en la Universidad de Praga y se graduó en los campos de psicología y filosofía. Durante sus estudios en Praga trabajó como asistente de edición. Además de psicología y filosofía, también estaba interesada en la literatura francesa. Su primera tesis doctoral fue sobre el estilo lingüístico del autor francés Louis-Ferdinand Celine (Lyon 2007, p.831). Debido a su interés en la cuestión de la mujer, visitó la Unión Soviética en la década de 1930. Inspirada en esta visita, escribió varios artículos en revistas británicas sobre el "doble lenguaje" (Lyon 2007, p.832). Representaba el nuevo papel de las mujeres en la sociedad, el matrimonio y la familia. En 1938, con motivo del anexión de Austria al Tercer Reich, ella y su hermano emigraron a Inglaterra. Después, los padres de Viola, que permanecieron en Austria, murieron en un campo de concentración nazi.
Como refugiados judíos, Viola y su hermano tuvieron problemas para encontrar trabajo en Inglaterra. Durante un corto período de tiempo trabajó como empleada doméstica hasta que finalmente recibió una beca del gobierno checo que operaba en el exilio (Lyon 2007, p.832). Esto le permitió inscribirse en la London School of Economics y trabajar en su segundo diploma de doctorado. Durante sus estudios en Londres conoció al conocido sociólogo Karl Mannheim, quien se convirtió en su mentor. Debido a su formación cultural similar, estaban interesados en temas sociales, de literatura y arte similares. Ambos recopilaron información e ideas relacionadas con su tesis mientras viajaban por el país entre diferentes universidades. En 1946 Viola Klein publicó su segunda tesis, una de sus publicaciones más conocidas: The Feminine Character: History of a Ideology. Esta publicación fue criticada debido a su feminismo ostensiblemente militante que se apartó de los puntos de vista y valores tradicionales. Animar a las mujeres a trabajar si así lo desean, fue percibido por los críticos como una fuerza social destructiva, que provocaba desestabilización y problemas familiares.
Viola trabajó en puestos de nivel relativamente inferior como editora, traductora y profesora. Sin embargo, continuó su investigación trabajando en el empleo femenino en Gran Bretaña (Lyon, 2007, p.834). A partir de 1951 colaboró con la socióloga sueca Alva Myrdal y juntas publicaron finalmente el libro Women's Two Roles: Home and Work. Esta publicación la ayudó a aumentar su participación en actividades internacionales de investigación. En 1964 le ofrecieron su primer puesto académico como conferenciante en el departamento de Sociología de la Universidad de Reading en Gran Bretaña. Después de 3 años fue ascendida a conferenciante senior y en 1971 a catedrática.
En 1973, poco después de su jubilación, murió a la edad de 65 años.

## Visión general de su pensamiento

### Feminidad
El pensamiento de Viola Klein se construye alrededor del significado del concepto de feminidad y la creación social del personaje femenino. En su primer trabajo importante: El personaje femenino: Historia de una ideología, afirmó que las actitudes consideradas en la sociedad como femeninas no son observaciones objetivas, sino prejuicios e interpretaciones subjetivas particulares (Klein, Correspondence, 30 de mayo de 1942, artículos de Klein). Al plantear una pregunta sobre las fuentes del conocimiento sobre la femineidad y examinar los estudios de principios del siglo XIX, quiso demostrar que "lo que pensamos de perspectivas específicas no son verdades garantizadas sino ideas sujetas a la influencia de la cultura circundante y al sesgo personal" (Terrant 2006, p.134). Con su trabajo, Klein quería demostrar que los científicos, cuyas suposiciones resultan de ramas particulares de conocimiento, no están libres de los climas sociales, culturales e históricos de su tiempo (Klein 1946, p.30). Observó que los estudios científicos objetivos sobre la feminidad están llenos de estereotipos y repiten características particulares como "pasividad emocional, falta de intereses abstractos, una mayor intensidad de las relaciones personales y una ternura instintiva para los bebés" (Klein, 1946, p.164). Por lo tanto, quería definir una naturaleza femenina, usando nociones de expectativas sociales y culturales (Klein 1946, p.171) "Klein buscó aislar las influencias psicológicas en la diferencia sexual al excluir los rasgos relacionados con el sexo que podrían atribuirse a la función social, tradición e ideología prevaleciente "(Klein, 1946, p 129).

### Género, roles sexuales y teoría de roles
Durante mucho tiempo antes de utilizar el concepto de género en el discurso científico (por ejemplo, Butler 1990, Bornstein 1995), Viola Klein consideró la teoría de roles en su investigación sobre lo femenino (Terrant 2006, p.148, Klein 1946). Señalando que cada individuo en la sociedad ocupa varias posiciones sociales; Klein escribió que cada posición incluye patrones particulares de roles y comportamientos (Klein 1946, p.136). Según Klein, el proceso de convertirse en adulto es la acción de aprender patrones de roles apropiados como el papel de la madre, el papel del profesor, el rol de la niña escolar (Terrant 2006) y dentro de cada sociedad particular estos patrones se entienden de manera diferente (Klein 1946, p.136) . "Se cree que los roles masculinos y femeninos son los nuevos miembros del grupo social en formas innumerables y sutiles casi desde el nacimiento. Se refuerzan con la experiencia, el ejemplo, las insinuaciones y los otros medios mediante los cuales se ejerce el control social "(Klein, 1946, p.136). Partiendo de estereotipos sobre la femineidad y los prejuicios sexuales, Klein explicó que el marco en el que se desarrolla y que conforma la forma en que las personas se adaptan, está lleno de creencias comunes, opiniones sociales y tradiciones (Klein 1946, p.1).
Lo que Klein comenzó en su investigación supervisada por Mannheim y conocida como una ideología de carácter femenino (Klein 1946) llegó a conocerse como una orientación psicosocial después de 1975 y finalmente se sumió en el nexo que hoy conocemos como género. (Butler 1990). Como afirmó Shira Terrant, la investigación de Klein sobre la feminidad conceptualizada dentro de la metodología de Mannheim, subestimada por la segunda ola de feministas, de hecho dio origen a este concepto (Terrant 2006). Contrariamente a la comprensión funcionalista de Parsons de teoría de roles y la división de roles sexuales, Klein entendió el concepto de manera más amplia, que la feminidad y la masculinidad deberían incluir también rasgos personales que pueden asignarse más o menos al carácter del sexo opuesto (Terrant 2006, p.150). Un concepto solidificado más tarde en la teoría transgénero y queer (eg Butler 1990, Bornstein 1995).

### Sociología del conocimiento
Dentro del marco de la sociología del conocimiento de Mannheim (según Wikipedia: La sociología del conocimiento es el estudio de la relación entre el ser humano y el contexto social dentro del cual surge, y de los efectos que las ideas dominantes tienen sobre las sociedades) y su punto de vista para entender cómo "el significado para su realidad actual dentro del contexto [que] está estructurado por instituciones específicas [y cómo] los valores sociales estructuran nuestra percepción, dan legitimidad a ciertas formas de ver el mundo y dan credibilidad moral a patrones particulares de relaciones "(Farganias, p. 12-13) la realidad es entendida por los individuos dentro de marcos institucionalmente estructurados. Klein fue la primera que utilizó la teoría de Mannheim y la aplicó a estudios sobre un tema en particular: la feminidad (Terrant 2006). Con respecto al mundo social, "la perspectiva de Mannheim requería que el pensador buscara formas de interpretar la situación de manera más clara y productiva" (Terrant 2006). Dentro de esta exposición y conceptualización de la realidad social, esta forma de examinar la realidad puede proporcionar una motivación más para la emancipación de las mujeres.
Respecto al pensamiento político de las mujeres (conectando género, raza y nacionalidad) Klein consideró el problema de la construcción social de lo femenino más ampliamente, las mujeres y los hombres de una sociedad son participantes de dos sistemas culturales y en lo que respecta a las normas hegemónicas, uno es dominante sobre el otro (Klein 1946, p 174). En este contexto, Klein entendió que las mujeres tienen un estatus secundario como grupos discriminados particulares en la sociedad, por ejemplo, los estadounidenses negros, judíos o inmigrantes (Terrant 2006, p.171). Lo que ella creía que era más desafiante para las mujeres era que "internalizaban el sentido de estado secundario" (Klein 1946, p.174), por lo tanto, muchas aceptaron su propia supresión. Klein llamó a este fenómeno "un complejo de inferioridad colectiva" (Terrant 2006, p.152) que ella vio como análogo a otros grupos minoritarios (Klein 1942).
Para Klein, la razón de la conformidad de las mujeres y la aceptación de su estatus secundario son las actitudes sociales manifestadas en poderosas instituciones de roles sexuales, relaciones de poder y dominación-sumisión y prejuicios grupales (Terrant 2006, p.152). El problema con el cambio de las situaciones de las mujeres, según ella, era el fuerte carácter de los estereotipos que se reproducen socialmente y se transmiten de generación en generación perdurando en la mente de las personas (Terrant 2006, p.153).

## El personaje femenino - Historia de una ideología
El libro The Feminine Character: History of a Ideology [publicado por primera vez en 1946, segunda edición en 1971] es la segunda gran tesis de Viola Klein. Este trabajo es presentado con un prólogo de Karl Mannheim donde explica que la cuestión del personaje femenino no puede ser alcanzada con un solo campo de estudio; por ejemplo, dijo que podemos encontrar este tema en "biología, filosofía, psicoanálisis, psicología experimental, psicometría, historia, historia literaria, antropología y sociología" (p.vii). Todos estos campos del conocimiento tienen sus propias reglas de investigación, con resultados diferentes pero con complementariedad de temas y utilidades. Según Mannheim, "todas las ciencias sociales tienen un método común para: la comprensión del comportamiento humano; un método común el análisis cuantitativo de los registros de comportamiento; y una aspiración común: idear formas de experimentar con el comportamiento "(p. xii). En este prólogo, argumenta a favor de las intenciones de Viola Klein que habían sido criticadas por otros autores. De él tomó una vieja investigación no para plagiar, sino para dar lugar a otra perspectiva. Mannheim explica que ella intentó crear un nuevo cuestionario basado en investigaciones ya completadas en diferentes campos de estudios.
En el prefacio de la segunda edición, Viola Klein responde a las críticas de otros autores, especialmente los sociólogos que le reprochan la falta de investigación propia y de estudios sociológicos. La escritora Rosa Macaulay, fue una de esas críticas que la acusó de utilizar "fuentes secundarias" en lugar de hacer "investigaciones originales" (p. Xv). Viola Klein explica que el tema universal que es el rol femenino merece ser constantemente reexaminado y emparejado con estudios antiguos y nuevos, porque las formas de pensar de los académicos guían nuestra comprensión de la sociedad más subjetivamente que objetivamente, independientemente del marco empírico. Dado el tema universal de las mujeres y la feminidad, ella argumenta que mirar los antecedentes históricos de la condición social de las mujeres, ver y comparar rasgos femeninos de acuerdo con la política, socioeconomía y las épocas, es perennemente útil para los científicos sociales, si no para los pensadores en general.
"El personaje femenino" es un término psico-sociológico para calificar a la "feminidad" como una "orientación psicosexual" (p. Xvii). Esta idea de la orientación psicosexual proviene de la biología, donde el carácter femenino solo se define por el concepto de sexo fisiológico. Desde este punto de vista, Klein quería mostrar cómo se desarrolló teoría del rol. Esta teoría no trata de "roles sexuales", sino más bien de la conducta masculina y femenina, del "temperamento" que la sociedad les asigna. A pesar de que su libro fue criticado por la forma en que investigó y escribió, ayudó a desarrollar el método psicométrico.
El objetivo de su libro fue la "clarificación de la idea de" feminidad "(p.1). Algunas preguntas principales sobre la evolución de los roles y rasgos de las nuevas mujeres, estructuran la tesis de Viola Klein: ¿Cuál es el nuevo ideal de la feminidad? ¿Cuáles son los efectos sobre la personalidad de las mujeres y cómo son representadas y consideradas por otros grupos sociales? Al tratar de responder a estos problemas, el libro muestra que mientras las expectativas de la sociedad cambien, el personaje femenino cambiará de forma. La comparación de diferentes investigaciones demuestra que el conocimiento científico ha influido directa o indirectamente en la "tendencia general del desarrollo intelectual y emocional". Esta influencia de las ciencias se denomina "clima mental" (p.2). Ella especialmente nota la diferencia entre el conocimiento científico y social. En lo que respecta a la sociología, por ejemplo, es difícil determinar la "verdad" al construir un análisis. Los académicos están fuertemente influenciados por sus antecedentes sociales y culturales que se suman a la subjetividad que se encuentra en la sociología. El conocimiento científico se basa en tales instrumentos pragmáticos para el análisis como teoremas y fórmulas. Es por eso que menciona que el relativismo se evita el mayor tiempo posible.
Algunos contextos se dan para ajustarse a la investigación sobre: "(a) el estado de las mujeres en una sociedad determinada; (b) las ideologías prevalecientes sobre las mujeres en un cierto período histórico, y (c) las actitudes personales del autor hacia las mujeres "(p.3-4). Los estándares masculinos que influyen en la sociedad sitúan a las mujeres como un "grupo externo". Este término describe implícitamente los estratos desiguales de la sociedad. El concepto de "exogrupo" se basa en "características físicas, tradición histórica, rol social y diferente proceso de socialización" (p.4). Algunos puntos de inflexión comenzaron el proceso de emancipación de las mujeres y sus roles dentro del grupo social al que están asignadas en las sociedades. El primero fue la Revolución Industrial; los cambios tecnológicos y los aumentos en la demanda de mano de obra implicaban que la fuerza física o las formas tradicionales de trabajo ya no definían quién podría ser productivo. Luego, la Segunda Guerra Mundial llevó a las mujeres a realizar trabajos tanto masculinos como femeninos, porque solo los hombres eran enviados a luchar y morir, mientras que a las mujeres se les dejaba mantener la sociedad y las familias (tanto en el cuidado como en la estabilidad económica). 
Además, la ideología capitalista, apoyada por la difusión de la democracia durante la segunda mitad del siglo XX, celebró la emancipación de las mujeres ya que el trabajo era el motor de la producción, y más trabajadores significaban más ganancias. La ideología de la democracia ensalza la igualdad entre todos los seres humanos. Por lo tanto, este pensamiento revalúa el papel de la mujer en la sociedad. Las instituciones democráticas conducen inevitablemente a la concesión del derecho al voto. También se debe tener en cuenta que el desarrollo hizo que el tamaño de las familias disminuyera, lo que significa que las mujeres tenían menos trabajo (segundo turno) que hacer en la familia. Todos estos cambios conducen a un cambio en la forma en que la sociedad ve a las mujeres". Debido, presumiblemente, al carácter emocional del trabajo filantrópico y a la ausencia de ganancias pecuniarias relacionadas con él, no pareció impropio que las mujeres de pie participaran en actividades caritativas, y pronto encontramos damas de rango administrando organizaciones benéficas, trabajando por la reforma carcelaria, recaudando alquileres en los barrios bajos del East End de Londres, embarcándose en propaganda para la abolición de la esclavitud, contra la crueldad hacia los niños, contra el alcoholismo y la prostitución, y para la emancipación de las mujeres. La historia social del siglo XIX está llena de mujeres pioneras en todos los campos de la reforma social ". (p.17).

## Los dos roles femeninos
Este libro fue coescrito por Alva Myrdal y Viola Klein, y con el apoyo de la Federación Internacional de la Universidad de la Mujer (IFUW) "para hacer una encuesta internacional sobre las necesidades de reformas sociales si se quiere que las mujeres concilien vida personal y vida profesional "(p.IX). El método fue extraer información esencialmente de cuestionarios distribuidos por el IFUW en países desarrollados (EE. UU., Reino Unido, Francia y Suecia). El papel de las mujeres ha estado cambiando durante muchas décadas. Se cambia de un paradigma de "¿Qué pueden hacer las mujeres?" a "¿Qué deberían hacer las mujeres?" (P. Xi). Se piensa que las mujeres son el fuerte vínculo entre la familia y el rol humano de "continuación de la raza" (p.xi). Aquí, ha habido dos roles conflictivos desde la revolución industrial: tomar parte en roles sociales de naturaleza económica e incluso política, y tener roles de cuidado y administración en el hogar.
Ambas funciones se encontraban anteriormente dentro del hogar, que eran a la vez los principales centros de cuidado familiar y producción económica. Después de la revolución industrial, la sociedad necesita "regenerarse" (p.xii) perpetuamente, porque el desarrollo y el progreso exigen que las mujeres continúen en la esfera económica como lo habían hecho en otros tiempos, pero esto las saca del hogar y las lleva a la fábrica o la oficina. Muchas tradiciones culturales e institucionales diferentes, p. ex. el cristianismo, el islam, el comunismo y el nacionalsocialismo tienen ideologías divergentes para el papel de la mujer.
La revolución social de las mujeres se llevó a cabo en dos fases principales; el primero fue la aceptación de las mujeres en una variedad más amplia de trabajos que antes se limitaban a "trabajos masculinos" (p.1), y el segundo era "el número creciente de mujeres [que combinaban] familia y empleo" (p.1) ) Antes de la Revolución Industrial, las mujeres tenían una función económica dentro de la familia; no estaban trabajando en una empresa, sino en casa, fabricando ropa, horneando pan, haciendo jabón, criando a la familia (página 4). Después de la revolución industrial, la función económica se trasladó a las empresas, esto impulsó al no trabajar como "un alto nivel de vida" por el que las mujeres definen su estatus de clase alta.
Durante este período, se editaron publicaciones que miden las aptitudes comparativas y los rasgos de hombres y mujeres. Los psicólogos y los sociólogos demostraron que las mujeres y los hombres no eran tan diferentes y, si un hombre tendía a ser más fuerte, por ejemplo, una mujer era más ágil. Este proceso había sido acelerado por las dos guerras mundiales, las mujeres tenían una gran importancia en el capital económico cuando los hombres estaban peleando en el campo de batalla. Después de estas guerras, las mujeres tuvieron posiciones más favorables en el progreso económico: "Nuestra sociedad ha comenzado a aceptar el hecho de que las mujeres tienen empleos para quedarse" (p.4). Con esto también vino la emancipación de las mujeres con el derecho al voto, al trabajo y a la educación. El derecho al voto ganado después de la Primera Guerra Mundial en los Estados Unidos, el Reino Unido, Suecia y después de la Segunda Guerra Mundial en Francia (p.7) significaba que las mujeres ahora también eran iguales políticas. El derecho a la educación permitió el acceso a una gama más amplia de campos, como la medicina antes restringida a los hombres. El derecho al trabajo finalmente reivindicado por las mujeres "para recuperar su posición en la productividad económica y sentido de utilidad social, la restitución de su parte perdida"(p.7).
La segunda fase de esta revolución social tuvo dos desarrollos principales; "El aumento de la expectativa de vida promedio" y "el cambio del tamaño y la estructura de la familia" (p.13). Mejores condiciones higiénicas en las sociedades y aumentos masivos en conocimiento médico y tecnología condujeron a disminuir la mortalidad infantil considerablemente entre 1850 y 1950 junto con una mayor esperanza de vida, con promedios que cruzan 70 años de edad mientras que "la mitad de la población femenina moría antes de los 45 años" (p.7) cien años antes. Con el transcurso de las décadas, el tamaño promedio de la familia se redujo. Mientras que en la época victoriana, las familias tenían más de 5 hijos, el promedio oscilaba entre 2 y 5 hijos en 1920 (página 20) y en 1951 la proporción de mujeres menores de 50 años que tenían más de 5 hijos era simplemente del 4,4% (p 23). Myrdal y Klein predijeron que las familias en el futuro tendrían un promedio de tres hijos. Además, el intervalo entre el matrimonio y el primer hijo debería ser de dos años y entre cada nacimiento debería haber un espacio de dos años. Si una mujer se casara a los 22 años, el período de maternidad sería de alrededor de 10 años ", después de lo cual su expectativa de vida sería de 40 años más" (p.24), un período largo lleno de oportunidades para otras actividades productivas. También hubo un nuevo desarrollo en la estructura familiar; las hijas se estaban yendo de casa al mismo tiempo que los hijos, exigiendo la independencia que tiene "una alta valoración en nuestra escala de valor social" (p.25) para ir a la universidad, buscar trabajo y buscar la independencia. Las hijas ya no salían de casa solo porque se iban a casar.
Hoy existen dos esferas de trabajo y hogar. El equilibrio entre las demandas de la comunidad y las necesidades de las personas era más estable en tiempos anteriores cuando estas esferas compartían la misma ubicación geográfica por familia (página 29), "el trabajo y el ocio de las familias se compartían mucho más equitativamente entre hombres y mujeres" , lo que lleva a una asociación asimétrica pero más eficiente (p.29). Con la revolución industrial, las cosas cambiaron; la esfera de trabajo fue creada y pertenecía a los hombres, mientras que la esfera doméstica era "el mundo de la mujer" (p.28). Pero cuando las mujeres acceden a la educación, el trabajo, etc., el papel principal "debe ser realizado conjuntamente por hombres y mujeres para que el ideal de un hogar feliz se convierta en realidad" (p.29). Sin embargo, la mayoría de los hombres disfrutaba de su tiempo libre para realizar algunos pasatiempos en el hogar, convirtiéndose en pintor aficionado, carpintero, etc., mientras que las mujeres seguían asumiendo la mayor parte de las tareas domésticas.
Las autoras separan la edad adulta de una mujer en tres fases. El primero es un paso que dura alrededor de 7-10 años en los países europeos y 5 años en los Estados Unidos. Corresponde a los primeros años en la adultez, después de la escuela pero antes del matrimonio. Solo unas pocas permanecerán en esta fase correspondiente a las mujeres que no se casan. En los países europeos, el 82% de las mujeres en esta fase estaban trabajando, mientras que el porcentaje cayó al 51% en los Estados Unidos. En esta fase, las mujeres están viviendo una especie de "vida de hombre" antes de su matrimonio, ya que son independientes. Al casarse comienza la segunda fase de la vida adulta de la mujer, la maternidad. Debido a la crianza de los hijos, el hogar se convierte en su lugar de trabajo. La carga de trabajo semanal para un ama de casa aumenta dependiendo de la cantidad de niños: un promedio de 56 horas sin hijos y hasta 78 horas para tres. El hecho crucial descrito es que para las mujeres que trabajan, la carga de trabajo semanal en ambas esferas es 84 horas sin hijos y 85 horas con tres, lo que demuestra el resultado de la tensión combinada de ambas esferas de la vida. Luego, las mujeres entran en la tercera fase de la edad adulta, cuando sus hijos crecen y se van de casa. Puede seguir un período de crisis, el ama de casa ahora está sola, no tiene tanto que hacer en casa como antes y buscar un trabajo a los 40 es complicado. "El estereotipo tradicional sigue funcionando en la mente de las mujeres mismas, haciéndoles creer que son mucho más viejas y mucho menos capaces de lo que en realidad son" (p. 40).
Las autoras notaron que las divisiones sexuales eran diferentes en los países observados, excepto en enfermería y enseñanza. La farmacología y la odontología en Francia y Suecia se convirtieron en campos de trabajo femeninos. En los Estados Unidos, fue en finanzas, seguros y bienes inmuebles (el 44% de las mujeres en el Reino Unido trabajan en este campo) (página 76). Estas ocupaciones fueron el resultado de las condiciones y tradiciones locales. Una cosa de la que las autoras estaban seguras era que la elección hecha por las mujeres estaba "fuertemente influenciada por el papel que esperaban desempeñar en la familia" (p.77). En el futuro, las mujeres constituirán una buena porción del mercado de trabajo y permitirán a las mujeres hacer "un mayor escrutinio al elegir una carrera" (p.156) y obviamente es importante que continúen luchando por la igualdad de oportunidades y derechos entre hombres y mujeres.

## Publicaciones
- Klein, V., A. Myrdal (1968[1956]). Women’s Two Roles: Home and Work. London: Routledge and Kegan Paul.
- Klein, V. (1936). Stil und Sprache des Louis Ferdinand Celine. PhD Thesis: University of Prague (Viola Klein Archive).
- Klein, V.  (1960). ‘Married Women in Employment’, International Journal of Comparative Sociology 1(2): 254–61.
- Klein, V. (1963). ‘Working Wives: The Money’, New Society 40(4 July).
- Klein, V. (1965). Britain’s Married Women Workers. London: Routledge & Kegan Paul.
- Klein, V. (1967). ‘Die Gegenwartige Situation der Soziologie in Grossbrittanien’, in G. Eisermann (ed.) Die Gegenwartige Situation der Soziologie. Stuttgart: Enke.
- Klein, V. (1961). Report on Working Wives in Britain. Marriage and Family Living. 23(4), p. 387.
- Klein, V. (1966). The Demand for Professional Womanpower. The British Journal of Sociology. 17(2), pp. 183–197.
- Klein, V. (1972[1946]). The Feminine Character: History of an Ideology. Urbana: University of Illinois Press.
- Klein, V. (1989[1946]). The Feminine Character: History of an Ideology. London: Routledge and Kegan Paul.
- Klein, V. (1965). Women Workers: Working Hours and Services. Paris: Organization for Economic Co-operation and Development.
- https://www.reading.ac.uk/web/FILES/special-collections/kleinviola.pdf